# Ella Balinska

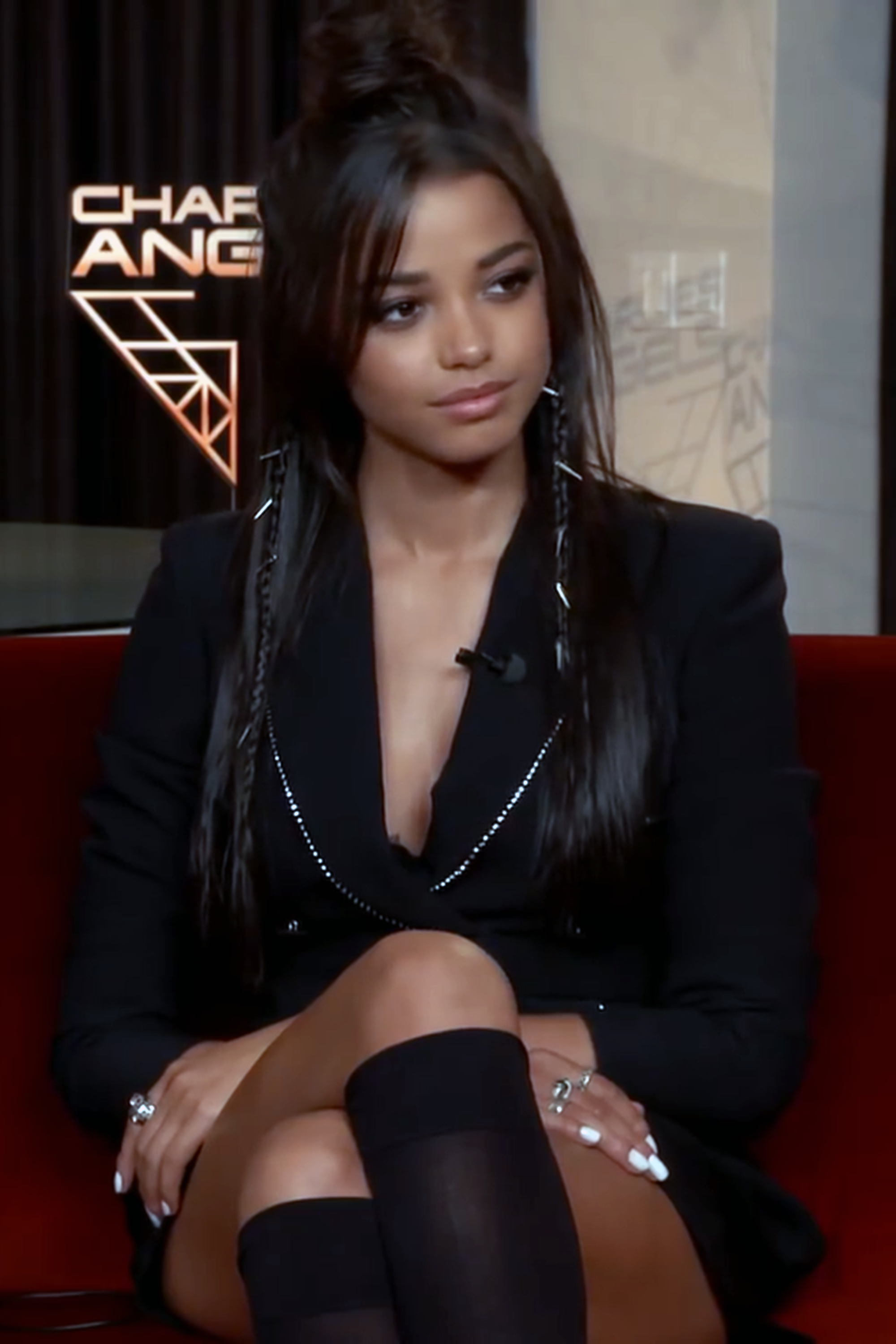
Ella Balinska (2019)

Ella Balinska (ur. 4 października 1996 w Londynie) – angielska aktorka pochodzenia polsko-jamajskiego.

## Filmografia

### Filmy
| Rok  | Tytuł                | Rola            | Uwagi |
| ---- | -------------------- | --------------- | ----- |
| 2015 | Junction 9           | Tanya Mason     |       |
| 2015 | Thanatos             | Clarice Spinoza |       |
| 2016 | Hunted               | Agent A. Fox    |       |
| 2017 | Tiers of the Tropics | Orla            |       |
| 2017 | Clover               | Maya            |       |
| 2017 | Room                 | Meghan          |       |
| 2017 | 10 Men & Gwen        | Cristina        |       |
| 2017 | A Modern Tale        | Esme            |       |
| 2019 | Aniołki Charliego    | Jane Kano       |       |
| 2020 | Uciekaj, kochanie    | Cherie          |       |
| 2024 | Skincare             | Jessica         |       |
| 2025 | Naznaczeni           | Ayden Cross     |       |

### Telewizja
| Rok       | Tytuł                   | Rola          | Uwagi          |
| --------- | ----------------------- | ------------- | -------------- |
| 2018      | Na sygnale              | Susie Barbour | 1 occ.         |
| 2018      | Morderstwa w Midsomer   | Grace Briggs  | 1 odc.         |
| 2018-2019 | The Athena              | Nyela Malik   | w gł. obsadzie |
| 2022      | Resident Evil: Remedium | Jade Wesker   | w gł. obsadzie |

### Gry komputerowe
- 2023 - Forspoken jako Alfre „Frey” Holland (performance capture)